# Discografia de Danzig (banda)
Discografia da banda americana Danzig, que já lançou dez álbuns de estúdio, um ao vivo, uma coletânea e dois EPs.

## Álbuns

### Álbuns de estúdio
| 1988                                                | Danzig - Lançamento: 30 de agosto de 1988 - Selo: Def American - Formatos: CD, LP, CS, DD                 | 125 | —  | —  | —  | —  | Ouro - 500 mil+ |
| 1990                                                | Lucifuge - Lançamento: 26 de junho de 1990 - Selo: Def American - Formatos: CD, LP, CS, DD                | 74  | —  | —  | —  | —  | 329.000 +*      |
| 1992                                                | How the Gods Kill - Lançamento: 14 de julho de 1992 - Selo: Def American - Formatos: CD, LP, CS, DD       | 24  | 39 | —  | —  | 29 | 422.000 +       |
| 1994                                                | Danzig 4 - Lançamento: 4 de outubro de 1994 - Selo: American Recordings - Formatos: CD, LP, CS, DD        | 29  | —  | —  | 36 | —  | 274.000 +       |
| 1996                                                | Blackacidevil - Lançamento: October 29, 1996 - Selo: Hollywood Records - Formatos: CD, CS, DD             | 41  | —  | 23 | 49 | —  | 124.000 +       |
| 1999                                                | Satan's Child - Lançamento: 2 de maio de 1999 - Selo: E-Magine Records - Formatos: CD, DD                 | 149 | —  | 32 | 59 | —  | 71.000 +        |
| 2002                                                | I Luciferi - Lançamento: 21 de maio de 2002 - Selo: Spitfire Records - Formatos: CD, DD                   | 158 | —  | —  | 33 | —  | 45.000 +        |
| 2004                                                | Circle of Snakes - Lançamento: 31 de agosto de 2004 - Selo: Evilive Records - Formatos: CD, LP, DD        | 183 | —  | —  | 18 | —  | 38.000 +        |
| 2010                                                | Deth Red Sabaoth - Lançamento: 22 de junho de 2010 - Selo: Evilive/The End Records - Formatos: CD, LP, DD | 35  | 75 | 26 | 36 | —  | 11,700+         |
| 2015                                                | Skeletons - Lançamento: 27 de novembro de 2015 - Selo: Evilive/Nuclear Blast - Formatos: CD, LP, DD       | 198 | —  | —  | —  | —  | —               |
| "—" denota uma gravação que não chegou nas paradas. | |     |    |    |    |    |                 |

- As vendas de Danzig e Danzig II: Lucifuge são de maio de 1991 até junho de 2007.

### Álbuns ao vivo
| Ano  | Título                                                                                                 |
| ---- | --- |
| 2001 | Live on the Black Hand Side - Lançamento: 8 de maio de 2001 - Selo: Evilive Records - Formatos: CD, DD |

### Coletâneas
| Ano  | Título                                                                                                   | Posições nas paradas |
| Ano  | Título                                                                                                   | US                   |
| ---- | --- | -------------------- |
| 2007 | The Lost Tracks of Danzig - Lançamento: 10 de julho de 2007 - Selo: Megaforce Records - Formatos: CD, DD | 164                  |

### Extended plays
| 1993                                                | Thrall: Demonsweatlive - Lançamento: 25 de maio de 1993 - Selo: Def American Recordings - Formatos: CD, CS, DD | 54 |
| 1996                                                | Sacrifice - Lançamento: 1996 - Selo: Hollywood Records - Formatos: CD, DD                                      | —  |
| "—" denota uma gravação que não chegou nas paradas. | |    |

## Singles
| Ano  | Título                       | Posições nas paradas | Posições nas paradas | Posições nas paradas | Posições nas paradas | Álbum                  |
| Ano  | Título                       | US                   | US Mod.              | US Main.             | UK                   | Álbum                  |
| ---- | ---------------------------- | -------------------- | -------------------- | -------------------- | -------------------- | ---------------------- |
| 1988 | "Mother"                     | —                    | —                    | —                    | —                    | Danzig                 |
| 1988 | "Am I Demon"                 | —                    | —                    | —                    | —                    | Danzig                 |
| 1989 | "Twist of Cain"              | —                    | —                    | —                    | —                    | Danzig                 |
| 1989 | "She Rides"                  | —                    | —                    | —                    | —                    | Danzig                 |
| 1990 | "Her Black Wings"            | —                    | —                    | —                    | —                    | Lucifuge               |
| 1990 | "Killer Wolf"                | —                    | —                    | —                    | —                    | Lucifuge               |
| 1990 | "Devil's Plaything"          | —                    | —                    | —                    | —                    | Lucifuge               |
| 1991 | "I'm the One"                | —                    | —                    | —                    | —                    | Lucifuge               |
| 1992 | "Dirty Black Summer"         | —                    | —                    | —                    | —                    | How the Gods Kill      |
| 1992 | "How the Gods Kill"          | —                    | —                    | —                    | —                    | How the Gods Kill      |
| 1993 | "Bodies"                     | —                    | —                    | —                    | —                    | How the Gods Kill      |
| 1993 | "Sistinas"                   | —                    | —                    | —                    | —                    | How the Gods Kill      |
| 1993 | "It's Coming Down"           | —                    | —                    | —                    | —                    | Thrall: Demonsweatlive |
| 1993 | "Mother '93"                 | 43                   | —                    | 17                   | 62                   | Thrall: Demonsweatlive |
| 1994 | "Until You Call on the Dark" | —                    | —                    | —                    | —                    | Danzig 4               |
| 1994 | "Cantspeak"                  | —                    | 40                   | 39                   | —                    | Danzig 4               |
| 1994 | "Brand New God"              | —                    | —                    | —                    | —                    | Danzig 4               |
| 1995 | "I Don't Mind the Pain"      | —                    | —                    | —                    | —                    | Danzig 4               |
| 1996 | "7th House"                  | —                    | —                    | —                    | —                    | Blackacidevil          |
| 1996 | "Sacrifice"                  | —                    | —                    | —                    | —                    | Blackacidevil          |
| 1997 | "Serpentia"                  | —                    | —                    | —                    | —                    | Blackacidevil          |
| 2000 | "Unspeakable"                | —                    | —                    | —                    | —                    | Satan's Child          |
| 2002 | "Wicked Pussycat"            | —                    | —                    | —                    | —                    | I Luciferi             |
| 2010 | "On A Wicked Night"          | —                    | —                    | —                    | —                    | Deth Red Sabaoth       |
| 2011 | "Ju Ju Bone"                 | —                    | —                    | —                    | —                    | Deth Red Sabaoth       |
| 2015 | "Devil's Angels"             | —                    | —                    | —                    | —                    | Skeletons              |